# Monastère de l'Intercession de Balakhna
Le monastère de l'Intercession (Покровский монастырь) est un ancien monastère d'hommes situé à Balakhna en Russie. Il a été fondé dans la première moitié du XVIe siècle par le hiéromoine Paphnuce. En 1552, Ivan le Terrible lui octroie une lettre de privilège et la même année l'église Saint-Nicolas est construite en pierre avec un chatior et dans la seconde moitié du XVIIe siècle, l'église originelle de l'Intercession en bois est reconstruite en pierre.
Au XVIIIe siècle, en raison du déclin de l'extraction du sel, le monastère s'appauvrit et il est donc supprimé en 1783. L'ensemble architectural est inscrit au patrimoine culturel d'importance fédérale.

## Église Saint-Nicolas

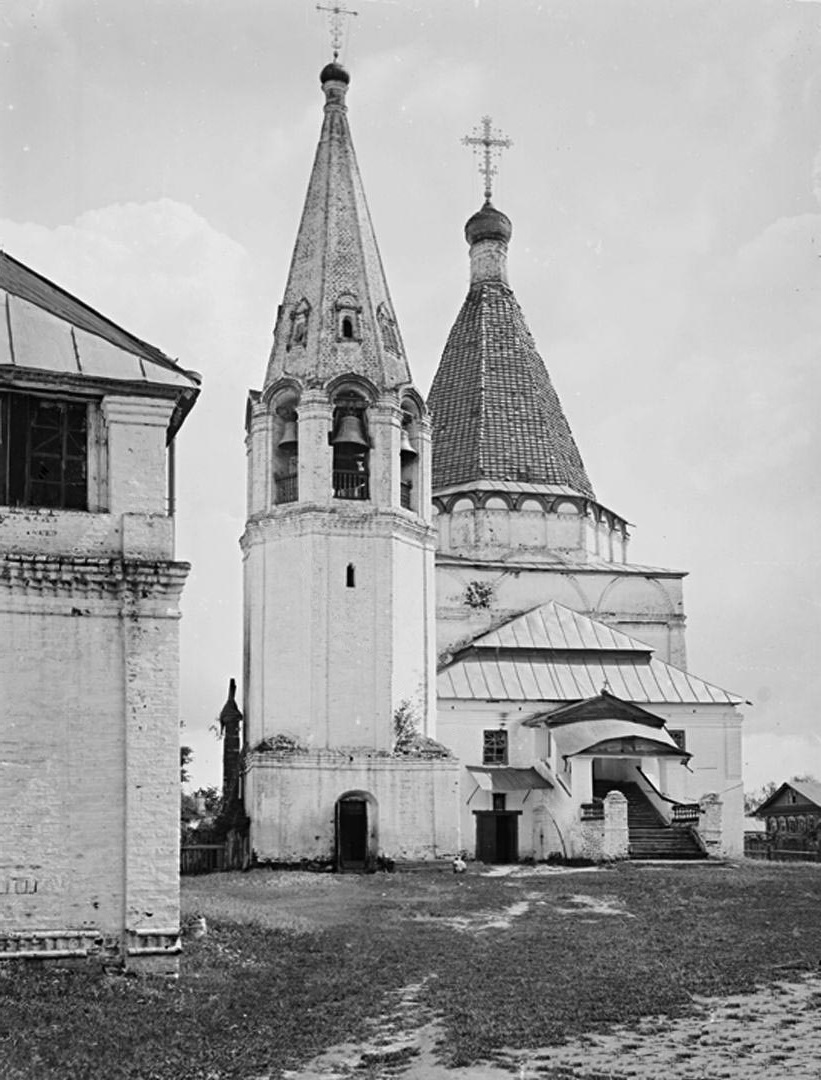
Photographie de l'église Saint-Nicolas en 1894 par Maxime Dmitriev.

L'église Saint-Nicolas est l'église de pierre la plus ancienne de l'éparchie de Nijni Novgorod. Elle a été construite en 1552 sur ordre d'Ivan le Terrible en action de grâce pour la prise de Kazan. Jusqu'à sa fermeture en 1917, l'église possédait une icône miraculeuse dite « Hodiguitria de Bogorodsk ».
L'église abrite à l'époque soviétique une laiterie, puis des appartements et des réserves du musée régional de Balakhna. Elle est rendue à la communauté orthodoxe en 2008 et la première liturgie y est célébrée le 19 décembre de cette année.
Les reliques du fondateur, le hiéromoine Paphnuce, sont retournées à l'église Saint-Nicolas en 2011.
Le premier jour du jeûne de l'Assomption, le 14 août de l'année 2015, l'église est consacrée aussi en l'honneur de saint Serge de Radonège par le métropolite Georges.

## Église de l'Intercession

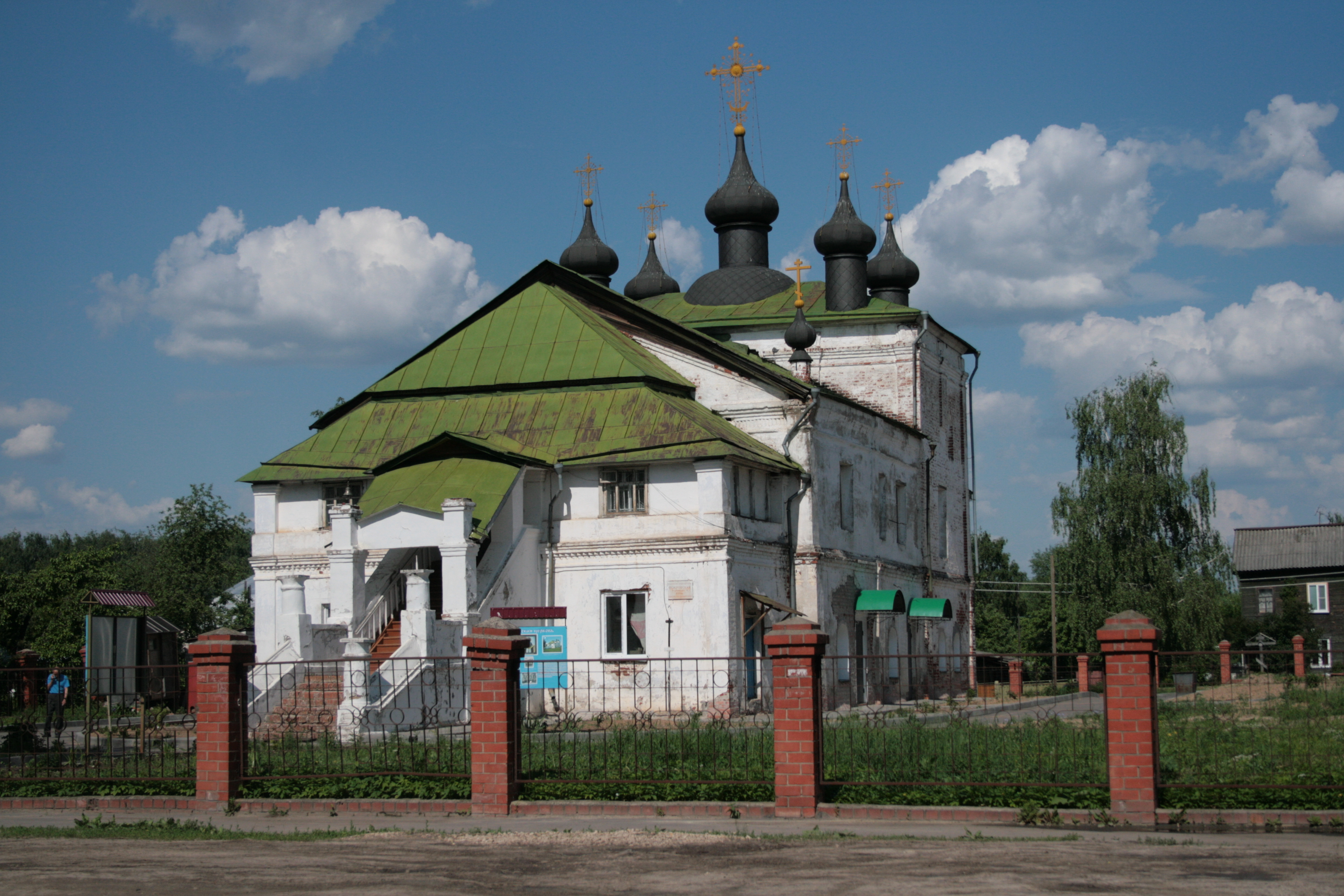
L'église de l'Intercession en 2006.

Cette église a été construite au milieu de l'année 1648,. Saint Jean de Cronstadt y a célébré la liturgie divine en 1903. Le moine Pierre (Novosselski) y a servi à partir de 1908. Il a été fusillé pendant les grandes purges staliniennes de 1937 et élevé au rang des prêtres martyrs de l'Église.
L'église de l'Intercession a été fermée par les autorités communistes en 1937 et on y installe à partir de 1950 le musée régional de Balakhna. Un service de prières y a lieu pour la première fois depuis plus de soixante ans, le 14 octobre 2009, par le hiéromoine Alexandre (Ionov).
Elle est rendue à l'éparchie de Nijni Novgorod, le В août 2010, et le 14 octobre suivant - pour la fête de l'Intercession de la Mère de Dieu - la célébration de la liturgie divine y a lieu pour la première fois depuis la fermeture de l'église. L'archiprêtre du doyenné de Balakhna, le P. Victor Sofronov, concélèbre avec le recteur de l'église, l'archiprêtre Romain Sassounovitch.
Une équipe d'architectes de Vladimir vient inspecter l'église pendant le mois de février 2011. Après examen, il s'est avéré que les voûtes de l'église ne se sont pas effondrées lors de l'incendie de 1690, comme on le pensait auparavant, mais sont restées intactes, mais avaient de multiples fissures. Des travaux de restauration sont menés pendant plusieurs années. Le 10 avril 2018, le métropolite Georges de Nijni Novgorod vient bénir les coupoles et les croix.